# 皋月野站
皋月野站（日语：／ Satsukino eki */?）是位於新潟縣新潟市秋葉區皋月野，屬於東日本旅客鐵道（JR東日本）的信越本線車站。本站位於新津市北上地區，為當地開發住宅區同時興建的請願站。而站名「皋月野站」則是來自公開招募。
由於本站的西出口一方的地名「北上」因實施住址表示而改變為「皋月野町」。後來由於車站周邊繼續進行土地開發和整理，在2003年（平成15年）「皋月野町」改為「皋月野（一至三丁目）」。在2014年（平成26年）10月14日，「皋月野町」再增加了「四丁目」，該「四丁目」位於該町的南方國道460號附近。

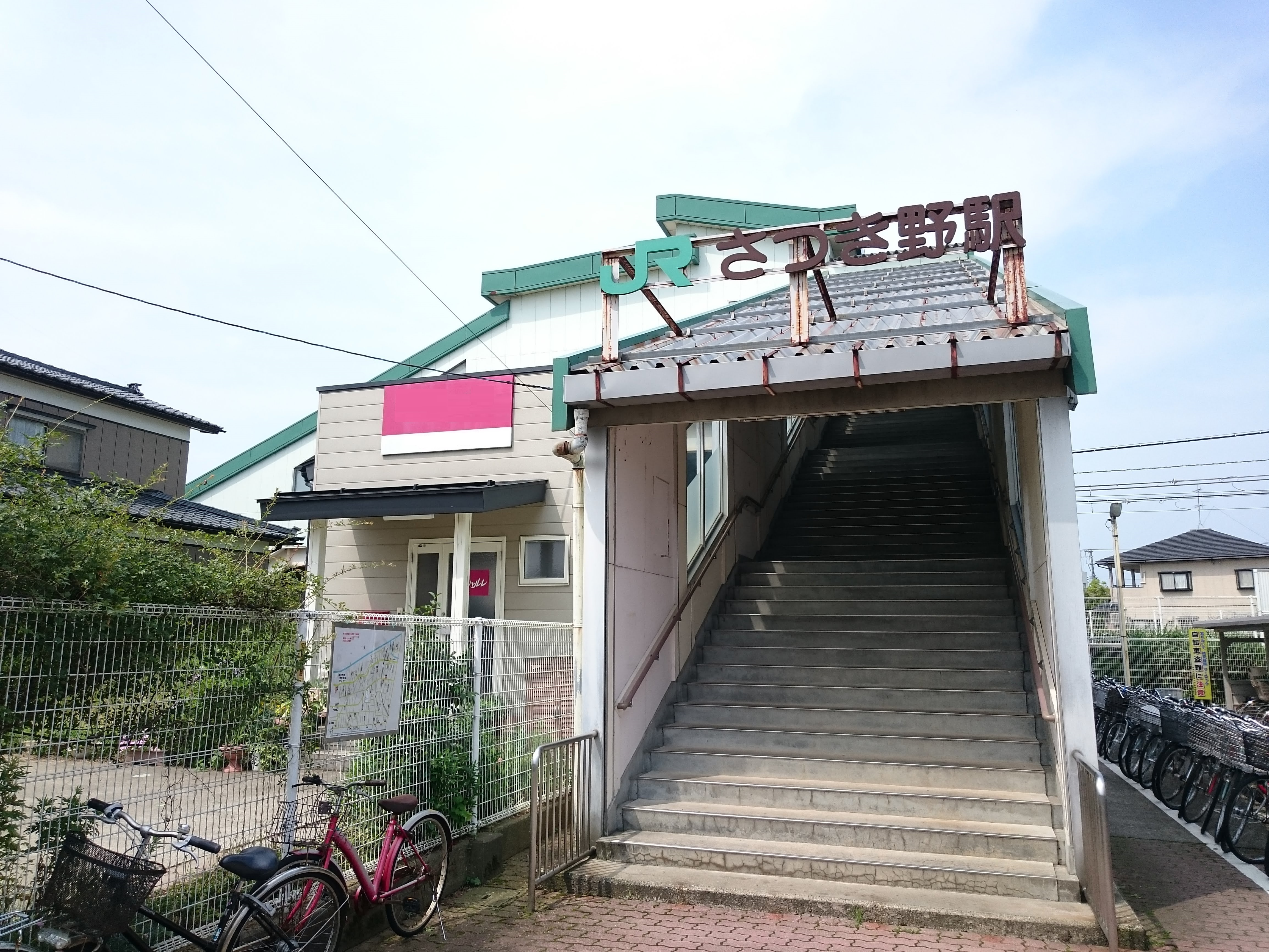
東口（2019年7月）

## 歷史
- 1991年（平成3年）3月16日：車站啟用[1][5]。
- 2005年（平成17年）3月1日：引入自動閘機。
- 2006年（平成18年）1月21日：此站開始可以使用IC卡「Suica」[6]。

## 車站構造

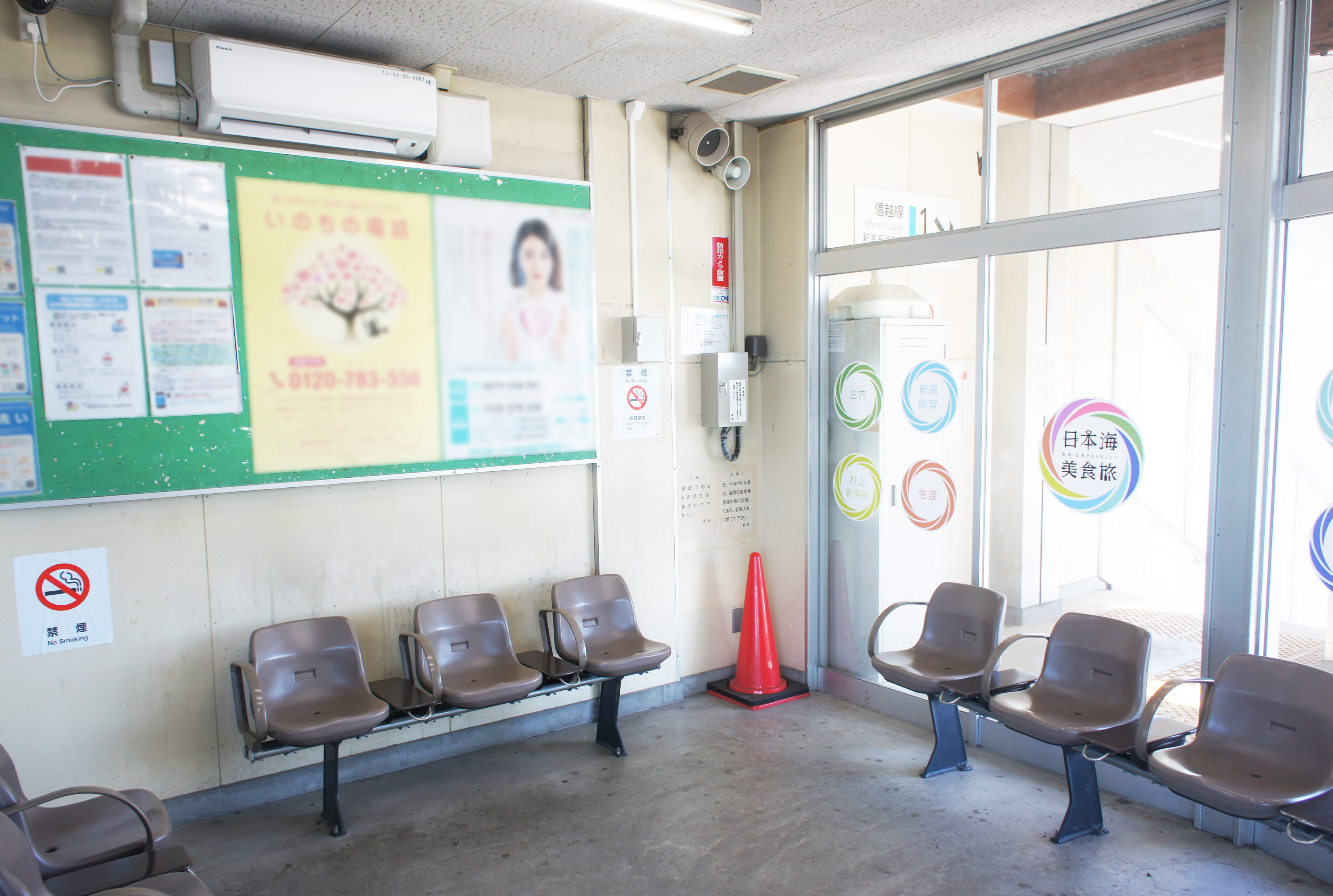
候車室內（2021年9月）
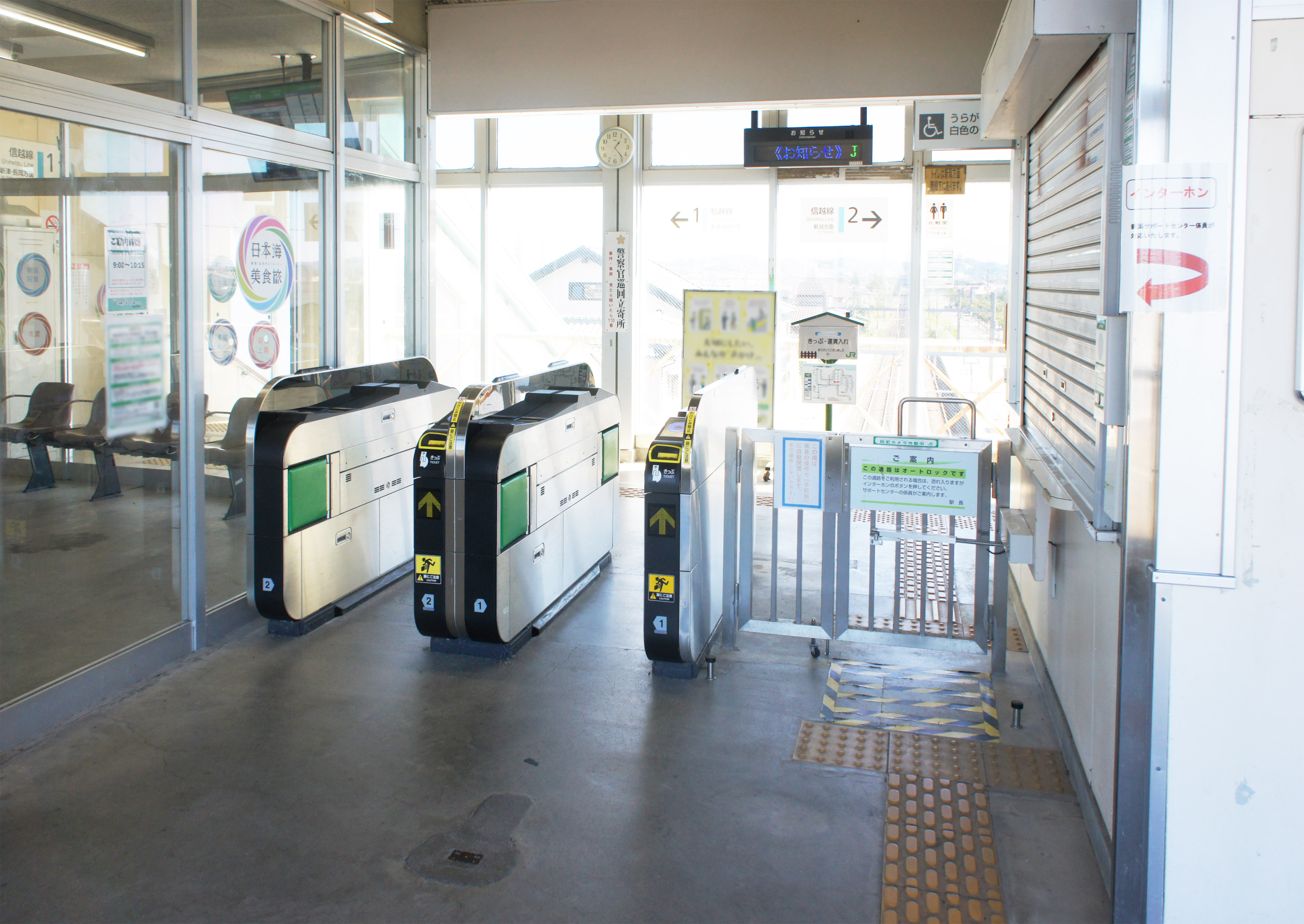
驗票閘口（2021年9月）
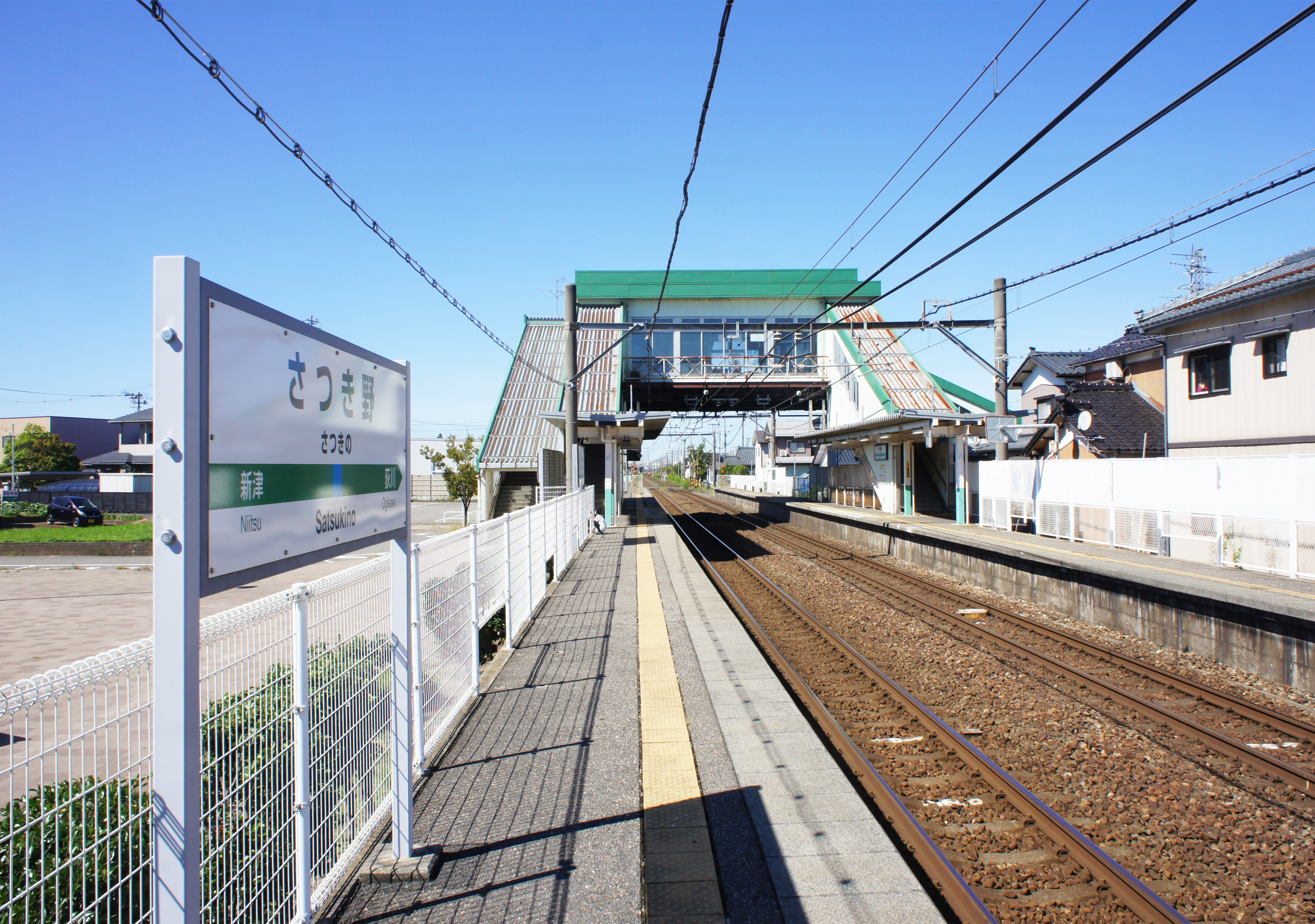
月台（2021年9月）

本站是地面車站，設有2面2線的相對式月台，月台之間透過跨線橋連接。此站是由新津站管理的業務委託車站，並委托JR新潟Business負責車站業務。車站大廳位於2樓，並設有自動驗票閘機、有人閘口、室內候車室、自動售票機等設施。廁所則位於1號月台上。
由於本站的地基較軟，為了加固地面和縮短工期，月台底下部分位置堆埋了發泡苯乙烯。

### 月台
| 月台 | 路線      | 上下行 | 方向           |
| ---- | --------- | ------ | -------------- |
| 1    | ■信越本線 | 上行   | 新津、長岡方向 |
| 2    | ■信越本線 | 下行   | 新潟方向       |

參考
- 閘外行人通道（皋月野站東西行人通道）是由新潟市和秋葉區的建設課管理。
- 閘內和閘外行人通道均設有升降機。在閘外沒有廁所。

## 使用狀況
在2019年度（令和元年度），1日平均乘車人次為960人。
以下列出近年1日平均乘車人次：
| 乘車人次變化       | 乘車人次變化     | 乘車人次變化    |
| 年度               | 1日平均 乘車人次 | 參考資料        |
| ------------------ | ---------------- | --------------- |
| 2004年（平成16年） | 808              | [ 利用客数 2 ]  |
| 2005年（平成17年） | 828              | [ 利用客数 3 ]  |
| 2006年（平成18年） | 829              | [ 利用客数 4 ]  |
| 2007年（平成19年） | 844              | [ 利用客数 5 ]  |
| 2008年（平成20年） | 866              | [ 利用客数 6 ]  |
| 2009年（平成21年） | 850              | [ 利用客数 7 ]  |
| 2010年（平成22年） | 882              | [ 利用客数 8 ]  |
| 2011年（平成23年） | 881              | [ 利用客数 9 ]  |
| 2012年（平成24年） | 874              | [ 利用客数 10 ] |
| 2013年（平成25年） | 929              | [ 利用客数 11 ] |
| 2014年（平成26年） | 934              | [ 利用客数 12 ] |
| 2015年（平成27年） | 978              | [ 利用客数 13 ] |
| 2016年（平成28年） | 971              | [ 利用客数 14 ] |
| 2017年（平成29年） | 987              | [ 利用客数 15 ] |
| 2018年（平成30年） | 969              | [ 利用客数 16 ] |
| 2019年（令和元年） | 960              | [ 利用客数 1 ]  |

## 車站周邊
東出口一方在1970年代起，西出口一方在1980年代後期起開始發展住宅區。在新興住宅區一面的西出口前設有站前廣場和迴旋路。

### 西出口

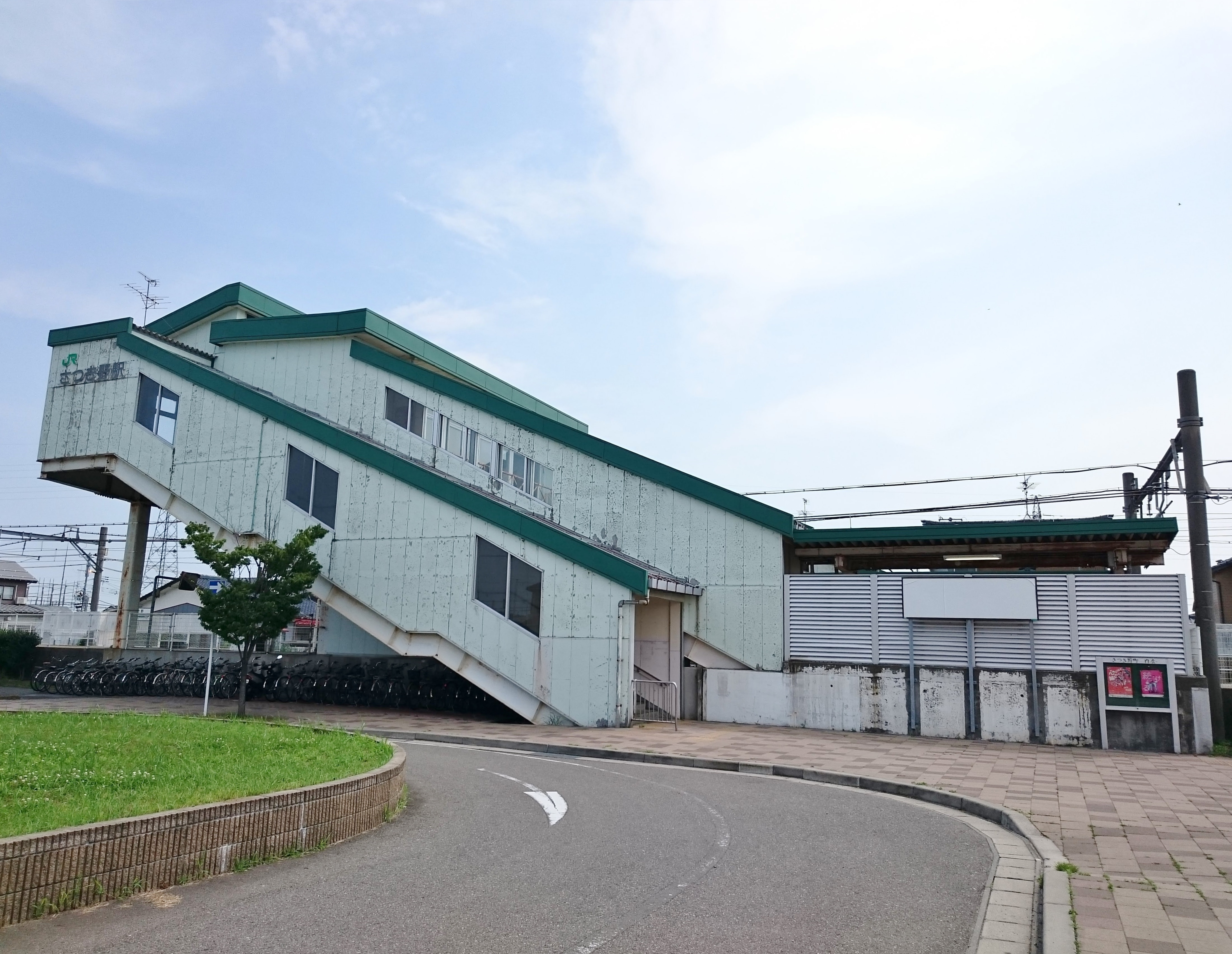
西出口

- Welcia新潟皋月野店

### 東口
- 新津川口簡易郵局

## 巴士路線
截至2019年6月，於西出口一方設有於新潟市南區內運行的區巴士「彩虹巴士」。巴士站位於西出口迴旋路附近。該巴士服務在星期六、日、假期及年尾年頭暫停服務。有關運行資訊參見「南區之公共交通情報 （页面存档备份，存于）」。
- ■ 【彩虹巴士】白根、皋月野站路線
  - 皋月野站－大鄉－鷲卷－大通－根岸－南區公所（－白根綜合醫院）
以下各路線也設有一班：南區公所→皋月野站、皋月野站→上鹽俵、皋月野站→南區公所、皋月野站→白根綜合醫院

## 相鄰車站
東日本旅客鐵道
■信越本線
■快速
通過
□快速「阿賀野」（下行停站）、■普通
新津－皋月野－荻川

## 注腳

### 使用狀況
1. 1 2  . 東日本旅客鉄道.   [2020-07-13]. （原始内容存档于2020-07-10） （日语）.
2. ↑  . 東日本旅客鉄道.   [2019-04-05]. （原始内容存档于2019-03-27） （日语）.
3. ↑  . 東日本旅客鉄道.   [2019-04-05]. （原始内容存档于2019-03-27） （日语）.
4. ↑  . 東日本旅客鉄道.   [2019-04-05]. （原始内容存档于2019-03-27） （日语）.
5. ↑  . 東日本旅客鉄道.   [2019-04-05]. （原始内容存档于2019-04-02） （日语）.
6. ↑  . 東日本旅客鉄道.   [2019-04-05]. （原始内容存档于2019-03-27） （日语）.
7. ↑  . 東日本旅客鉄道.   [2019-04-05]. （原始内容存档于2019-03-27） （日语）.
8. ↑  . 東日本旅客鉄道.   [2019-04-05]. （原始内容存档于2019-03-27） （日语）.
9. ↑  . 東日本旅客鉄道.   [2019-04-05]. （原始内容存档于2019-03-27） （日语）.
10. ↑  . 東日本旅客鉄道.   [2019-04-05]. （原始内容存档于2019-03-27） （日语）.
11. ↑  . 東日本旅客鉄道.   [2019-04-05]. （原始内容存档于2016-04-04） （日语）.
12. ↑  . 東日本旅客鉄道.   [2019-04-05]. （原始内容存档于2019-03-27） （日语）.
13. ↑  . 東日本旅客鉄道.   [2019-04-05]. （原始内容存档于2019-03-23） （日语）.
14. ↑  . 東日本旅客鉄道.   [2019-04-05]. （原始内容存档于2019-03-27） （日语）.
15. ↑  . 東日本旅客鉄道.   [2019-04-05]. （原始内容存档于2019-03-25） （日语）.
16. ↑  . 東日本旅客鉄道.   [2019-07-16]. （原始内容存档于2019-07-05） （日语）.

## 外部連結
- 車站資訊（皋月野）：東日本旅客鐵道（日語）
- 秋葉區之站 （页面存档备份，存于）（日語） - 新潟市秋葉區